# Kendalsewu
Kendalsewu is een bestuurslaag in het regentschap Sidoarjo van de provincie Oost-Java, Indonesië. Kendalsewu telt 1732 inwoners (volkstelling 2010).